# Gärshammarssjön
Gärshammarssjön är en sjö i Flens kommun i Södermanland och ingår i Nyköpingsåns huvudavrinningsområde. Sjön har en area på 0,107 kvadratkilometer och ligger 59,8 meter över havet.

## Delavrinningsområde
Gärshammarssjön ingår i det delavrinningsområde (656168-154519) som SMHI kallar för Mynnar i Björken. Medelhöjden är 65 meter över havet och ytan är 26,38 kvadratkilometer. Det finns inga avrinningsområden uppströms utan avrinningsområdet är högsta punkten. Fräkentorpsån som avvattnar avrinningsområdet har biflödesordning 4, vilket innebär att vattnet flödar genom totalt 4 vattendrag innan det når havet efter 88 kilometer. Avrinningsområdet består mestadels av skog (85 procent). Avrinningsområdet har 0,56 kvadratkilometer vattenytor vilket ger det en sjöprocent på 2,1 procent.